# Maurice D'Elbée
Maurice D'Elbée (francès: Maurice d'Elbée)  (Dresden, 21 de març de 1752 - Illa de Noirmoutier, 6 de gener de 1794) fou un cap militar reialista francès. Inicialment entusiasta de la Revolució, es va desencantar amb el desestabliment de l'Església catòlica i es va retirar a les seves propietats a Beaupreau. Va ser el segon comandant en cap de l'Exèrcit Reial i Catòlic format per forces reialistes de la Revolta de La Vendée contra la República i la Revolució Francesa.

## Vida
Maurice d'Elbee va néixer a Dresden, electorat de Saxònia d'una família francesa el 1752. Es va traslladar a França el 1777, esdevenint un ciutadà naturalitzat i incorporant-se a l'Exèrcit Reial francès. Va iniciar una carrera militar, assolint el rang de lloctinent, però va renunciar de l'exèrcit el 1783 i es va casar, després va viure una vida de camp retirada a prop de Beaupréau a Anjou. Després va exercir d'oficial a l'exèrcit de Frederic August I de Saxònia, el príncep-elector de Sajonia. Després de la Revolució, va tornar en obediència a la llei que ordenava tornar els emigrants a França.

## Participació a la RevoltaVendéana
La pagesia i gran part de la classe mitjana de la Vendée van romandre fidels a l'Església catòlica i, el 1792, el marquès de la Rouërie havia organitzat un ascens general, tot i que això fou frustrat per l'arrest del comte. Tanmateix, quan la Convenció va decretar la suma de 300.000 homes, la Vendée va realitzar una guerra contra el que consideraven la República ateu. Els camperols de Beaupréau per nomenar-lo com a líder. La seva tropa es va unir a les de François de Charette, Charles Bonchamps, Jacques Cathelineau i Jean-Nicolas Stofflet. L'exèrcit va experimentar diversos èxits: Stofflet va derrotar l'exèrcit de la república a Sant Vicent; D'Elbée i Bonchamps van guanyar a Beaupreau; i Henri de La Rochejaquelein aconseguí les victòries als Aubiers i al Cholet. És famós per les seves accions després de la batalla de Chemillé, l'11 d'abril de 1793: després de la victòria dels insurrectes, molts d'ells van planejar venjar els seus morts i matar els presoners republicans (aproximadament 400). D'Elbée va intentar impedir-los-ho i finalment els va demanar que recitessin el Pare nostre, cosa que van fer; aleshores, quan havien arribat a la sentència "I perdonem-nos les nostres faltes, ja que perdonem a aquells que ens han maltractat contra nosaltres", els va interrompre amb les paraules: "No mentiu a Déu!". Moguts per aquest retret, els seus homes es van retirar i d'Elbée va poder salvar els presoners. Des d'aquest moment, aquest episodi ha conegut com "Le Pater d'Elbée" (Pare nostre d'Elbée).
Cap a la primavera de 1793, els insurgents controlaven la província de Bretanya. El 2 de juny, LaRochejacquelin va assaltar Saumur i Cathelineau va ser elegit comandant en cap. D'Elbée va ser el màxim diputat de Cathelineau. Lluís de vuit anys retingut a la presó del temple de París, fill de l'executat Lluís XVI, va ser proclamat rei de França, i Charette i Cathelineu van unir els seus exèrcits per avançar sobre Nantes. Quan Cathelineau es va agenollar a la plaça de la ciutat per agrair a Déu les seves victòries, el 14 de juliol de 1793 va ser assassinat per un franctirador republicà; d'Elbée el va substituir com a generalíssim. Un general hàbil, va conduir el petit exèrcit vendeà a diverses victòries, sobretot a Coron i Torfou. Fins i tot a la seva pèrdua a la Batalla de Luçon (19 d'agost de 1793), va aconseguir extreure la seva força del perill. A la batalla de Luçon, va aconseguir extreure la força reialista d'una possible mala ruta, però va patir un revés important.
El govern republicà de París va confiar els seus combats a generals de l'antic exèrcit. Westermann va ser enviat contra ells primer, però el 5 de juliol va ser expulsat de Chatillon i suspès pels representants en missió. Després de la seva destitució, alguns dels generals més incompetents de l'antic exèrcit van buscar derrotar la rebel·lió. Va ser succeït pel duc de Lauzun, el general (Armand Louis de Gontaut), conegut com a Biron, que no va tenir més èxit i que va ser destituït menys d'una setmana després; el comitè després va enviar a Jean-Antoine Rossignol, antic aprenent d'orfebreria, a Antoine Joseph Santerre, cerveser i a Charles-Philippe Ronsin, dramaturg; tots van ser colpejats en successives batalles, tot i que Rossignol va aconseguir passar al seu comandament.

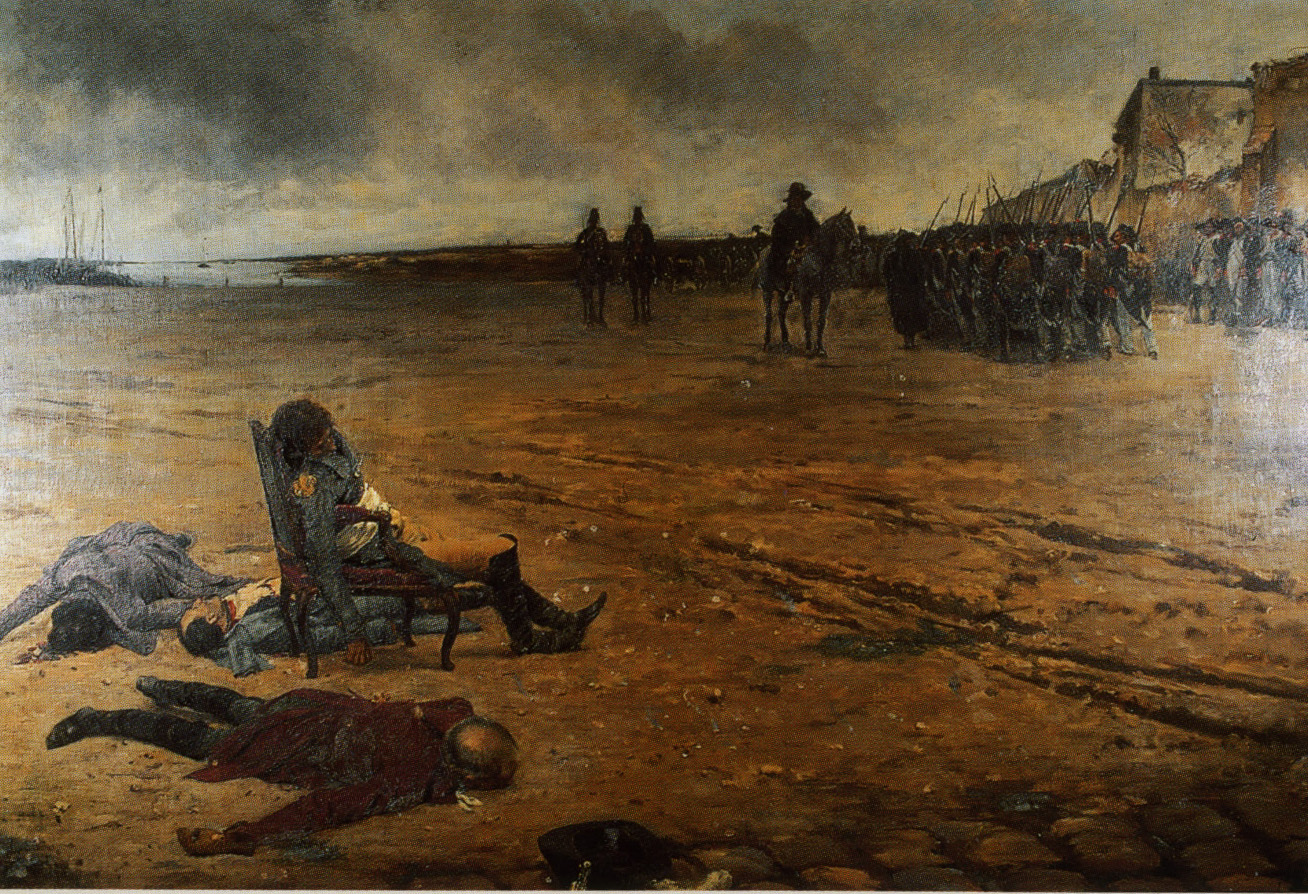
Afusellament de d'Elbée, assegut a causa de les seves catorze ferides

Finalment, Jean-Baptiste Kléber va prendre el comandament de l'exèrcit de la República a la Vendée i va causar una sèrie de derrotes. Després de la segona batalla a Cholet (17 d'octubre de 1793), va resultar ferit i va morir Bonchamps. Després la companyia Elbée va ser transportada primer a Beaupréau, després a l'illa de Noirmoutier. Tres mesos després, els republicans van prendre el control de l'illa i el van portar davant d'una comissió militar per a un judici de demostració. Condemnat a mort, el van executar disparant un escamot a la plaça pública de la ciutat de Noirmoutier. Va ser afusellat assegut en una cadira, ja que no va poder suportar a causa de les seves catorze ferides. Rochejaquelein, (1772-1794) un antic oficial de cavalleria reial, el va succeir com a general de la força vendeana.

## Vida personal
Es va casar amb Marguerite Charlotte Holly Hauterive el 17 de novembre de 1788 a l'Església de la Gaubretière i, per tant, va viure retirat en un país molt proper a Beaupréau a Anjou. Marguerite d'Elbée va ser afusellada vint dies després de l'execució del seu marit el gener de 1794 i enterrada en un camí enfonsat. Les restes del seu cos van ser descobertes per casualitat molt més tard.
El seu fill Louis-Joseph Maurice d'Elbée va néixer el 12 de març de 1793. Louis-Joseph Maurice d'Elbée va ser criat a Beaupréau. Va servir als exèrcits de Napoleó, on es distingí a la batalla de Leipzig i a la batalla de Hanau. Ferit a Hanau, fou fet presoner i transportat a l'hospital de Potsdam on va morir l'any següent.
La cadira de l'execució d'Delbée, va pertànyer a la seva família fins al 1975, quan el marquès Charles Maurice d'Elbée va fer donació de la cadira al Museu de la Vendée al castell de Noirmoutier.